# Nycteola siculana
Nycteola siculana is een nachtvlinder uit de familie van de visstaartjes (Nolidae). 
De wetenschappelijke naam van de soort is voor het eerst geldig gepubliceerd door Fuchs in 1899.
De soort komt voor in Europa.